# 塞朗 (莫尔比昂省)
塞朗（法語：Sérent）是法国莫尔比昂省的一个市镇，属于瓦讷区（Vannes）马莱斯特鲁瓦县（Malestroit）。该市镇总面积59.67平方公里，2009年时的人口为2985人。

## 人口
塞朗人口变化图示